# Nardwuar
Джон Ръскин или по-известен като Nardwuar е канадски музикант и интервюиращ журналист. Той е вокалист и пианист на гаражната рок група The Evaporators. 
Въпреки музикалната си кариера, Nardwuar е по-известен като интервюиращ журналист, поради ексцентричното си поведение, външен вид и начин на провеждане на интервютата си. Nardwuar интервюира предимно музикални звезди, по-голямата част от които глобални такива. Преди всяко интервю той прави задълбочено изследване на живота на интервюирания и му прави подаръци свързани с него. Подаръците са толкова лични и дори в някои случаи забравени от звездите, че много от тях остават в шок или напълно объркани от интервюто.
Освен приятна изненада, интервютата на Nardwuar често провокират звездите да го тормозят поради ексцентричното му поведение. По този начин е атакуван вербално или физически заплашван от Nirvana, Sonic Youth, Блър, Алис Купър, Хенри Ролинс, Beck, Nas и други. Други изпълнители като Фарел Уилямс или Дрейк например остават изключително впечатлени и твърдят, че това е било едно от най-добрите интервюта, които са имали. Всяко едно негово интервю започва с въпроса „кой си ти?“ последван от „От къде си?“.

## Дискография

### The Evaparators
- United Empire Loyalists (1996)
- I Gotta Rash/We Are Thee Goblins From Canada (1998)
- Ripple Rock (2004)
- Gassy Jack & Other Tales (2007)

### Nardwuar the Human Serviette
- „Doot Doola Doot Doo ...Doot Doo!“. 2-Disc DVD (2006)
- „Welcome to My Castle !“. 2-Disc DVD (2007)
- Nardwuar vs. Bev Davies: A 2007 Punk Rock Calendar. (2007)